# Buddhismus in Kalmückien

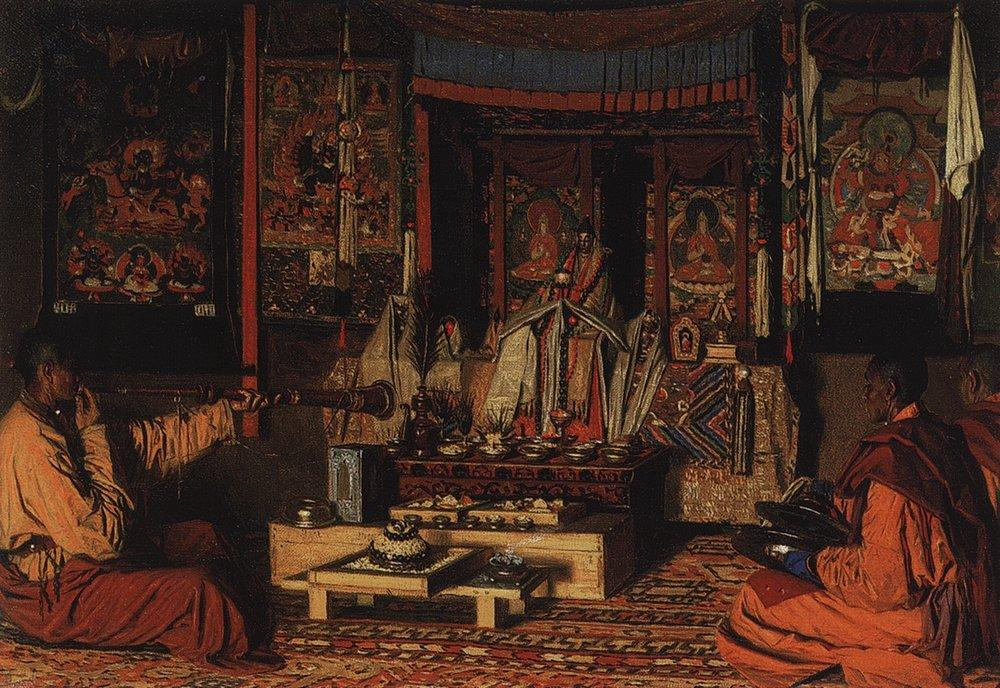
Darstellung des Inneren eines churul (buddhistischer Tempel) des russischen Malers Wassili Wereschtschagin (1842–1904), ca. 1870

Der Buddhismus ist in Kalmückien seit der Migration der heutigen Kalmücken an die untere Wolga im 17. Jahrhundert die prägende Religion der Region, insbesondere für die ethnischen Kalmücken, die der Region ihren Namen geben. Heute stellt der Buddhismus für die Kalmücken einen bedeutsamen Identitätsmarker dar. Die ursprünglich von den westmongolischen Oiraten abstammenden Kalmücken waren bereits vor ihrer Wanderung an die Wolga und ihrer damit beginnenden Ethnogenese zum Teil buddhisiert worden. Seitdem folgen sie traditionell der Gelug-Schule des tibetischen Buddhismus und standen seit ihrer Bekehrung immer wieder im regen Kontakt mit den entsprechenden buddhistischen Zentren in Tibet und heute in Indien, sofern der Kontakt in der Geschichte nicht von der staatlichen Obrigkeit unterbunden wurde.
Während des 18. und 19. Jahrhunderts nahm das Zarenreich vermehrt Einfluss auf den Buddhismus in Kalmückien. Besonders aber während der Sowjetunion wurde die Ausübung des Buddhismus unter den Kalmücken stark unterdrückt und buddhistische Kulturgüter, allen voran Klöster, weitgehend zerstört. Seit der Zeit der Perestroika kommt es in Kalmückien zu einer Wiederbelebung der buddhistischen Tradition. Es besteht sowohl eine Wiederbelebung der Gelug-Schule, aber auch zu eine Neuorientierung innerhalb der tibetisch-buddhistischen Tradition zu anderen Traditionen.
Zentrale Orte für die Ausübung des Buddhismus sind die churul (kalmückisch: Versammlung, in deutschen Texten auch xurul, englisch khurul), ein Begriff, der heutzutage buddhistische Tempel, Klöster und Zentren bezeichnet und in der Literatur auch rückwirkend auf religiöse Stätten angewendet wird.

## Vorgeschichte
Das mongolische Volk der Kalmücken, das der heutigen Republik Kalmückien an der Wolga in Russland seinen Namen gibt, war ursprünglich Teil der westmongolischen Oiraten in Zentralasien. Traditionell schamanistisch geprägt, verlor der Schamanismus unter den Oiraten ab dem 13. Jahrhundert, in dem die Oiraten in die Dsungarei zogen, durch Einfluss anderer Religionen der benachbarten Völker zunehmend an Bedeutung. Religiöse Einflüsse erreichten die Oiraten vor allem durch das nestorianische Christentum der Keraiten sowie durch den in Zentralasien weit verbreiteten Manichäismus. Letzterer wurde ihnen durch den Einfluss der Uiguren vermittelt, die gleichzeitig auch den ersten Kontakt der Oiraten zum Buddhismus darstellten. Erst in der zweiten Hälfte des 13. Jahrhunderts kamen die Oiraten durch die Umwälzungen in Zentralasien aufgrund der mongolischen Eroberungen in Kontakt mit dem tibetischen Buddhismus in Form der Kagyü-Schule. Aufgrund schwieriger Quellenlage ist die Verbreitung des Buddhismus ab dieser Zeit bis ins 17. Jahrhundert nur schwer zu rekonsturieren. Es wird aber auf Basis der wenigen Quellen davon ausgegangen, dass der Buddhismus in dieser Zeit zwar wieder an Bedeutung verlor, aber nie ganz aus dem Gebieten der Oiraten verschwand. Allgemein wird aber angenommen, dass die oiratische Herrschaftselite etwa im ersten Viertel des 17. Jahrhunderts, und damit einige Jahrzehnte später als die ostmongolischen Stämme, den Buddhismus in Form der Gelug-Schule des tibetischen Buddhismus annahm, der bald zur vorherrschenden Schule des Buddhismus in Tibet wurde und bis heute prägend unter den Kalmücken ist. Ebenfalls im 17. Jahrhundert begann die Wanderungsbewegung einiger Oiraten Richtung Westen, wo sie sich niederließen und später und bis heute als Kalmücken bezeichnet wurden.

## Geschichte des Buddhismus in Kalmückien

### Verbreitung und Bedeutung des Buddhismus unter den Kalmücken
Zur Mitte des 17. Jahrhunderts war die kalmückisch-oiratische Herrschaftselite bereits eng mit dem religiösen Klerus verbunden. Bis zu Beginn des 18. Jahrhunderts blieb der Buddhismus jedoch hauptsächlich in den oberen Gesellschaftsschichten verhaftet. Die restliche Bevölkerung pflegte zum größten Teil hingegen weiter den lokalen Schamanismus. Zwar gewann der Buddhismus zunehmend an Einfluss, noch zu Beginn des 19. Jahrhunderts berichten Quellen aber noch von der weiten Verbreitung schamanistischer Praktiken unter den Kalmücken.

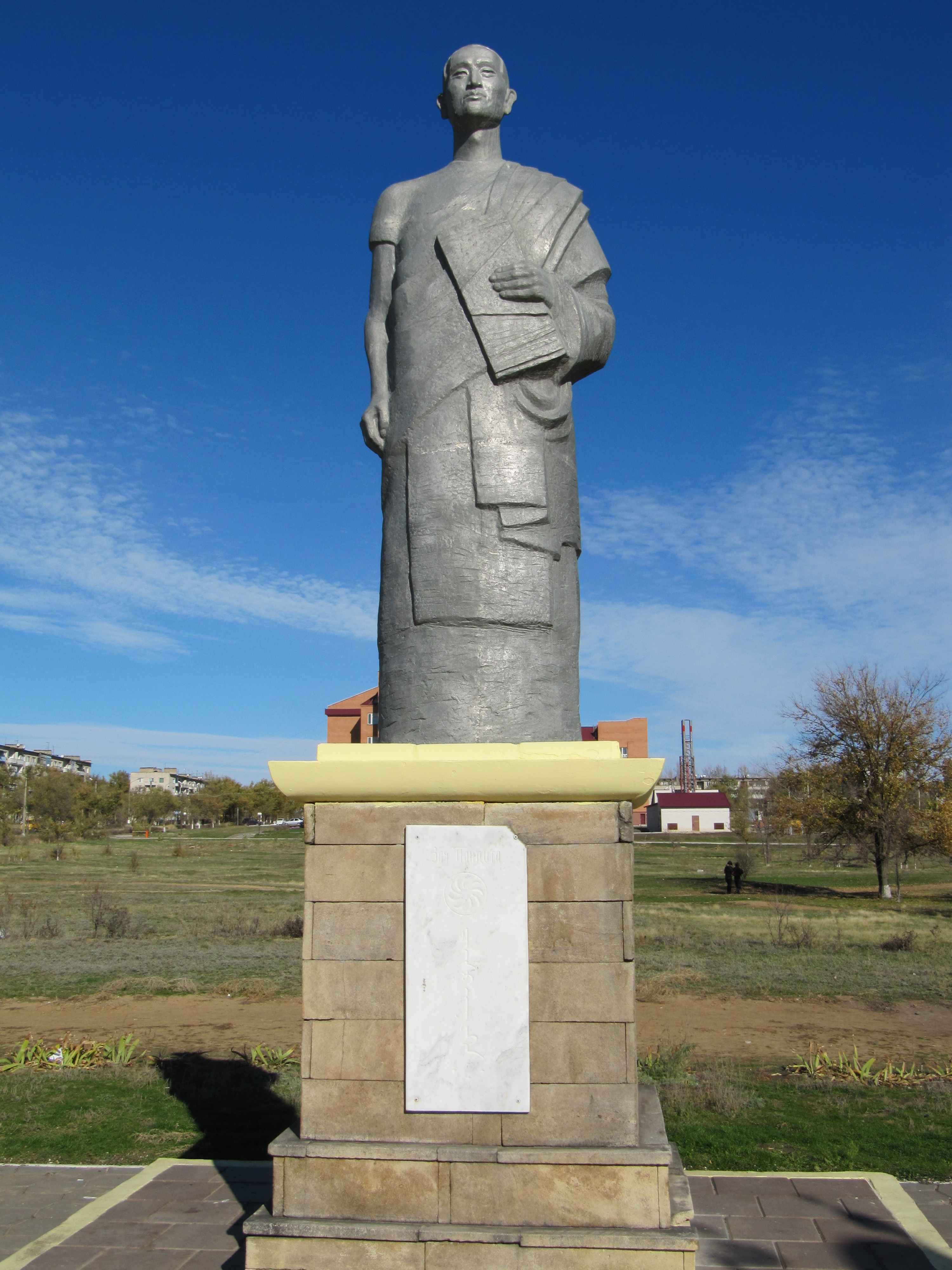
Moderne Statue von Zaya Pandita in Elista, Kalmückien. Pandita ist der Erfinder der oiratischen Schrift (Klarschrift).

Bedeutsam für die Verbreitung des Buddhismus unter den Kalmücken war Zaya Pandita (1599–1662). Er schuf 1624 die Klarschrift für die oiratische Sprache, die bis in die 1920er Jahre in Kalmückien in Gebrauch war. Dazu übersetzte er 183 Werke aus dem Tibetischen ins oiratische Mongolisch, was wesentlich zur Verbreitung des Buddhismus beitrug. Buddhistische Klöster und Tempel waren lange Zeit die einzigen Orte, an denen die Klarschrift gelernt werden konnte, wodurch die Schriftkultur der Kalmücken im Wesentlichen religiös geprägt wurde. Die oiratische Schriftsprache blieb unter den Kalmücken bis ins 20. Jahrhundert lebendig. Erst im 20. Jahrhundert begann die Verschriftlichung der eigenständigen kalmückischen Sprache. Pandita propagierte bei seiner Mission insbesondere gegen den als qara šadžn (= schwarze Religion) bezeichneten Schamanismus. Einige vor-buddhistische Praktiken der Kalmücken, wie etwa die Verehrung heiliger Orte oder die Anbetung schamanistischer Götter wurde allerdings vom Buddhismus inkorporiert. Manche Praktiken wurden aufgenommen und später wieder verworfen.
Die Oiraten ließen bereits erstmals Ende des 16. und Anfang des 17. Jahrhunderts in Tibet Mönche ausbilden. Die Verbindung zu Tibet blieb auch bestehen, als sich die Oiraten aufgrund von Niederlagen gegen die Mongolen unter Altan Khan und die Kasachen unter Tevekkel Khan auf der Suche nach neuen Weidelandschaften in Richtung Westen aufmachten und zu den Kalmücken wurden.
Die Kalmücken waren mit Tibet aber nicht nur religiös, sondern auch in politischen Fragen verbunden, was die religiöse Verbundenheit der Kalmücken mit der Gelug-Schule weiter zementierte. Der oiratische Herrscher Gushri Khan (1582–1655), Gründer des Khoshuten-Khanats in Tibet, unterstützte den 5. Dalai Lama (Ngawang Lobsang Gyatsho), der wie alle Dalai Lamas der Gelug-Schule angehörte, bei der Etablierung seiner geistlichen und politischen Macht in Tibet. Der Dalai Lama verlieh Gushri Khan den Titel Danzin Choijal (= Der König des Gesetzes und Säule der Religion). Im Gegenzug dazu gab Gushri Khan dem Dalai Lama mongolische Titel, die in Tibet bis ins 20. Jahrhundert in Gebrauch waren. Der gegenseitige Einfluss zwischen den Kalmücken und Tibet in Politik und Religion war insbesondere bis ins 19. Jahrhundert sehr weitreichend, es gibt aber bisher wenige Detailstudien über die Verbindungen. Die Regeln der Klosterorden (Vinaya), welche die Kalmücken aus Tibet übernahmen, prägten auch die säkularen Gesetze der Kalmücken bis ins 19. Jahrhundert hinein, also über ihre Integration in das russische Zarenreich hinaus.

### Die Zeit des kalmückischen Khanats

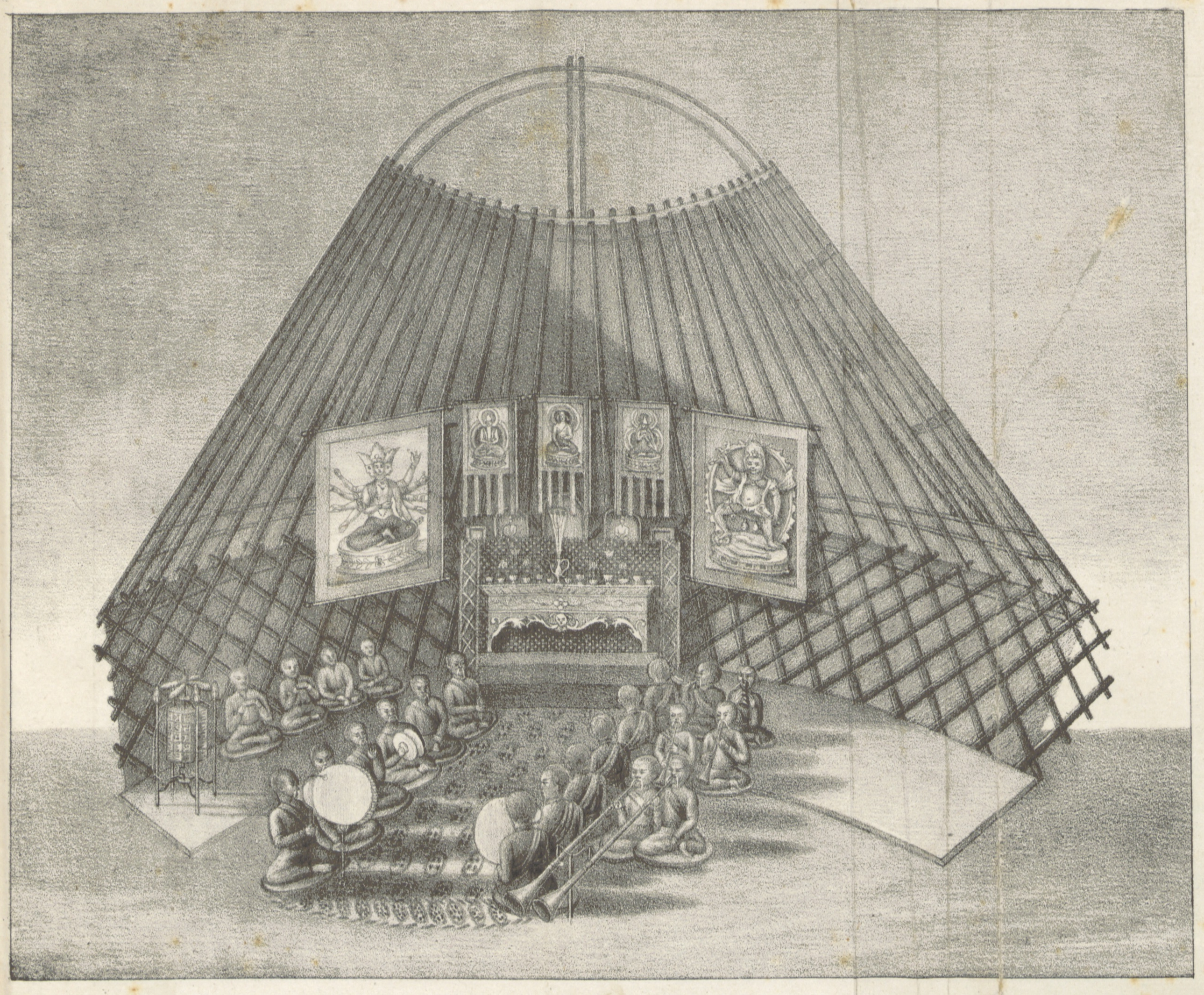
Darstellung einer buddhistischen Zeremonie im Inneren eines nomadischen churul (1834). Die mobilen churul waren zu Beginn des 19. Jahrhunderts noch die Regel, feste und damit unbewegliche churul entstanden v. a. im Laufe des 19. Jahrhunderts.

Ein Teil der nomadischen und halbnomadischen Oiraten zog zu Beginn des 17. Jahrhunderts aus der Dsungarei graduell in Richtung Westen. Ab Ende der 1630er Jahre und Anfang der 1640er Jahre blieben sie dauerhaft in der Region um die Wolga am Kaspischen Meer. Verträge zwischen den Kalmücken und der russischen Regierung in den 1750er und -60er Jahren formalisierten die Beziehung zwischen dem Zarenreich und den Kalmücken, wodurch letztere in der Steppe um den Fluss Ural, beidseitig der unteren Wolga und am unteren Don, Gebiete besetzen durften. Die Bedingung dafür war die Sicherstellung von freiem Handel in den lokalen Märkten. Zudem mussten die Kalmücken den russischen Staat bei Bedarf militärisch unterstützen.
An der Wolga hielten die Oiraten bzw. Kalmücken, wie sie zunehmend genannt wurden und sich auch selbst nannten, ihre nomadische und halbnomadische Lebensart bei. Dazu gehörte auch die Verwendung mobiler, d. h. auf- und wieder abbaubarer buddhistischer Tempel in Zelten (Jurten). Nomadische churuls bestanden unter den Kalmücken bis in das frühe 20. Jahrhundert hinein, wenngleich sie im 19. Jahrhundert langsam von festen Stätten verdrängt wurden.
Ab den 1670er Jahren kam es nachweislich zur Konversion von Kalmücken zur russisch-orthodoxen Kirche. Legten Kalmücken die buddhistische Religion zugunsten des Christentums ab, war dies grundsätzlich auch mit dem Wegzug der neu Konvertierten verbunden, da sie durch die Konversion zu direkten Untertanen des Zarenreichs wurden. Ab der zweiten Hälfte des 18. Jahrhunderts kam es zu mehreren, weitgehend erfolglosen Missionierungsprojekten aus Westeuropa.
Zum größten Teil behielten die Kalmücken trotz der Missionierungsversuche den buddhistischen Glauben bei, sofern sie nicht noch den schamanistischen Glauben auslebten, und blieben in engem Kontakt mit tibetischen Klöstern. Anfang des 18. Jahrhunderts gab es so viele Kalmücken in tibetischen Klöstern, dass es eigene Gemeinschaften in den drei großen tibetischen Klöstern der Gelug-Schule Drepung, Sera und Ganden gab. Im Gegensatz zu den Burjaten, der anderen mongolisch-buddhistischen Minderheit in Russland, die von den Mongolen zum Buddhismus gebracht wurden, bestand der wichtigste Kontakt der Kalmücken stets mit Tibet, von wo sie auch die Religion übernommen hatten. Die religiöse Verbindung nach Tibet machte sich auch in der buddhistischen Architektur der Kalmücken bemerkbar. So wurden die nomadischen churul nach Osten in Richtung der tibetischen Hauptstadt Lhasa ausgerichtet. Im 18. Jahrhundert kam die Sitte auf, die Asche verstorbener kalmückischer Herrscher mit einer Delegation nach Tibet zu bringen. 1729 brach so eine Delegation unter der Leitung eines Mönches höchsten Ranges nach Lhasa auf, um die Asche des Ayuki Khans (reg. 1669–1724) nach Tibet zu bringen. Auf dem Rückweg schlossen sich einige tibetische Mönche an, die Teil der kalmückischen Geistlichkeit wurden.
Russische Landnahme und Landwirtschaft in den kalmückischen Gebieten, Versuche, die Kalmücken zur Sesshaftigkeit zu zwingen, die Forderung der Aufstellung einer Kavallerie von 20.000 kalmückischen Reitern für den russisch-osmanischen Krieg (1768–1774) und die Angst vor Zwangskonvertierungen zur russisch-orthodoxen Kirche bewogen Ubashi Khan (reg. 1761–1771) dazu, die Kalmücken von der Wolga zurück in Richtung der früheren Heimat in der Dsungarei zu führen. Etwa drei Viertel der Kalmücken (ca. 150.000 Menschen) machten sich unter seiner Führung im Januar 1771 auf den Weg nach Osten. Ein Großteil der Kalmücken kam auf dem Weg ums Leben, die Überlebenden kehrten nicht mehr nach Kalmückien zurück. Als Reaktion auf die weitgehende Emigration der Kalmücken schaffte Katharina die Große 1771 das Kalmückische Khanat ab und inkorporierte die an der Wolga zurückgebliebenen Kalmücken in das russische Zarenreich. Die Kalmücken verloren damit ihre Eigenständigkeit und konnten künftig nicht mehr frei über die Ausübung und Entwicklung ihrer Religion bestimmen.
Aufgrund der Übernahme Kalmückiens in das russische Zarenreich kam der Austausch zwischen den Kalmücken und Tibet ab 1771 weitgehend zum Erliegen. Die russische Regierung gab keine Pässe mehr heraus, mit denen die Kalmücken nach Tibet hätten reisen können, um den Austausch zwischen den Kalmücken und anderen mongolischen Völkern zu unterdrücken.

### Isolation und Einschränkungen im russischen Zarenreich (1771–1917)

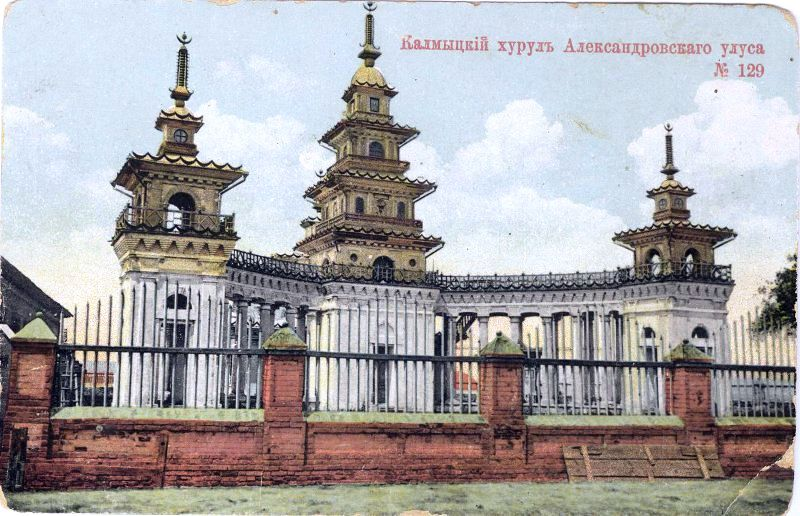
Choscheutowskij Churul, erbaut in Erinnerung an die kalmückische Unterstützung im Krieg gegen die napoleonische Invasion Russlands 1812. Die Form des bogenförmigen Säulengangs ist an den Bau der Kasaner Kathedrale in St. Petersburg angelehnt. In den 1930er und 1950er Jahren wurden der mittlere Teil als Kindergarten, Jugendclub, Schule und Getreidespeicher genutzt. in den 1960er Jahren wurden die beiden äußeren Flügen abgebaut, um das Material für einen nahegelegenen staatlichen Kuhstall zu benutzen.

Gegen Ende des 18. Jahrhunderts versuchte die russisch-orthodoxe Kirche ebenso wie die russische Regierung den Einfluss Tibets und des Buddhismus unter den Kalmücken zu verringern. Zu diesem Zweck ließ die Regierung 1834 zwei Erlasse verlautbaren, um die Zahl der Mönche im Gouvernement Astrachan auf 2.650 in 76 Klöstern zu beschränken. Zwei Jahre später wurden allerdings bereits 5.270 Mönche in 105 Klöstern gezählt. Der rasche Anstieg wird auf die Flucht der verarmten Bevölkerung aus weltlichen Abhängigkeitsverhältnisses in die vom Kriegsdienst befreite Institution der Klöster erklärt. Mit Beginn der 1840er Jahre wurde die kalmückische buddhistische Geistlichkeit von Seiten der russischen Regierung neu strukturiert. Alle Mönche und Geistliche wurden 1847 einem einzelnen Lama unterstellt, der künftig für die Wahl und Weihe der Mönche zuständig sein sollte. Dadurch sollte die Hierarchie unter der kalmückischen Geistlichkeit der russisch-orthodoxen Kirche im Zarenreich angeglichen werden.
Traditionell gab es unterschiedliche Bezeichnungen für Klöster und Gebetshäuser in der kalmückischen Sprache (süm, kiid). Seit dem 19. Jahrhundert heißen auf Kalmückisch sowohl die Klöster, als auch die Tempel churul. Die russische Regierung bestimmte, dass die Zahl der Mönche in einem Kloster nie über 100 steigen dürfte. Um die Zahl der Mönche weiter aufrechtzuerhalten, begann die kalmückische Geistlichkeit auch Gebetshäuser als churul zu bezeichnen. Anfang des 19. Jahrhunderts gab es nach einer Zählung etwa 200 churul. Die Zahl verringerte sich aber im Laufe des 19. Jahrhunderts wieder, da sich die wirtschaftliche Lage der Kalmücken aufgrund Wegnahme von Weideland durch russische Kolonisten verschlechterte.
Im 19. Jahrhundert stieg langsam auch die Zahl der festgebauten churul. Zwischen 1814 und 1818 wurde in Rechnoje (heute im Oblast Astrachan) in Erinnerung an die kalmückische Unterstützung der russischen Regierung bei der Verteidigung gegen die Invasion napoleonischer Truppen erst der vierte nicht-mobile churul in Kalmückien überhaupt gebaut. Der Choscheutowskij Churul wurde schnell zu einem Zentrum des kalmückischen Buddhismus mit bis zu 670 Mönchen. Zunehmend verloren die mobilen churul an Bedeutung. 1872 wurden sechs buddhistische Gebäude aus Stein und 151 aus Holz gezählt.
In der zweiten Hälfte des 19. Jahrhunderts hegte die russische Regierung aufgrund seiner Expansion in Zentralasien ein gestiegenes Interesse an seinem östlichen Nachbar Tibet. Als Buddhisten konnten die Kalmücken frei nach Tibet einreisen. Deshalb bezahlte die Regierung mehreren kalmückischen Delegationen die Pilgerreise nach Tibet, um Informationen über das wenig bekannte Tibet zu erlangen. Die Namen mehrerer Reisender ab 1890 sind gut dokumentiert. Die neue Politik bedeutete allerdings nicht, dass Kalmücken wieder frei außerhalb der von der russischen Regierung in Auftrag gegebenen Missionen nach Tibet reisen konnten.

### Unterdrückung und Zerstörung in der Sowjetunion (1917–1991)

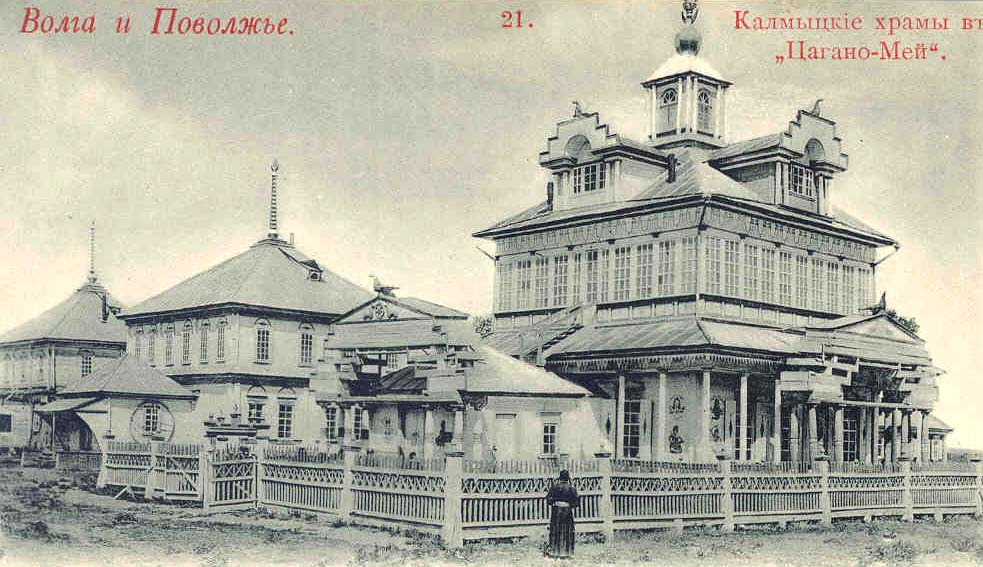
Churul in Zagan Aman. Dieser und alle anderen über 100 churuls wurden in der Sowjetunion in den in den 1920er bis 1940er Jahren zerstört. Die gesamte Ortschaft wurde Zagan Aman wurde an das gegenüberliegende Wolga-Ufer verlegt. Heute gibt es wieder in Zagan Aman wieder einen neuen churul.

1917 gab es in Kalmückien 92 churuls, darunter 28 größere Klöster, mit insgesamt 2.090 Mönchen. Noch im Juli 1917 wurde bei einem Kongress buddhistischer Geistlicher und Laien beschlossen, die Zahl der churuls und Mönche zu erhöhen. Weniger als zwanzig Jahre später kam es jedoch zu einer weitreichenden Zerstörung der buddhistischen Kultur. Alle mehr als Hundert churuls, die in den 1920er Jahren registriert waren, wurden bis zu Beginn des Zweiten Weltkriegs 1939 von der bolschewistischen Zentralregierung und von lokalen Akteuren zerstört. Die Ausübung der Religion wurde verboten. Als Folge konnten nur noch im häuslichen Bereich rituelle Handlungen im Geheimen durchgeführt werden. In vielen Fällen übte nur noch die älteren Bevölkerung die religiösen Riten aus, während die junge Generation streng antireligiös erzogen wurde.
Zwischen August 1942 und Januar 1943 wurde ein Teil der kalmückischen Gebiete von der deutschen Wehrmacht besetzt. Die nationalsozialistische Besatzungsmacht eröffnete für kurze Zeit einen Tempel in Elista, um die lokale Bevölkerung an sich zu binden und ihre Propaganda durch die buddhistische Geistlichkeit an die Bevölkerung zu bringen. Ein Teil der Kalmücken stellte ein Kavalleriekorps auf, das mit der Wehrmacht gegen die sowjetische Armee kämpfte. Beim Rückzug der deutschen Armee folgte der Großteil der Kalmücken, die sich auf die deutsche Seite gestellt hatte, der sich zurückziehenden Armee in Richtung Westen. Unter ihnen waren auch etwa zwanzig ausgebildete Mönche, die später in Deutschland und den USA buddhistische Tempel eröffneten.
Am 27. Dezember 1943 wurde die Kalmückische Autonome Sozialistische Sowjetrepublik (ASSR) aufgelöst und entschieden, dass alle Kalmücken aufgrund der Kooperation mit der Wehrmacht von einigen von ihnen nach Sibirien und Zentralasien deportiert werden sollten. Etwa ein Drittel der Menschen starb auf dem Weg oder im Exil. Manche Kalmücken versteckten religiöse Objekte, andere nahmen kleinere Objekte mit. Viele Mönche wurden gezwungen, zu heiraten und damit ihrem Eid zum Zölibat zu brechen. Einige Mönche übermittelten mündlich ihr Wissen an ältere Frauen, die als weniger gefährdet vor der sowjetischen Repression angesehen wurden. Da viele der Frauen Analphabetinnen waren, geschah die Weitergabe mündlich. So wurde die Tradition mündlich bis zum Ende der Sowjetunion weitergegeben.
Nach dem Tod Stalins 1953 konnten die Kalmücken 1956–1957 unter Chruschtschow aus dem Exil zurückkehren. Am 29. Juli 1958 wurde eine neue Kalmückische Autonome Sozialistische Sowjetrepublik gegründet. Obwohl die Ausübung des Buddhismus den Kalmücken weiter offiziell verboten blieb, wurde die Religion weiter im Geheimen ausgeübt. Die Wohnungen früherer Mönche wurden teils zu Zentren der klandestinen Ausübung des Buddhismus bis in die 1980er Jahre hinein. Bedeutende Geistliche residierten unter anderem in Troizkoje, Zagan Aman und Lagan. In Zagan Aman hielt der Mönch Tügmed Gavdj bis zu seinem Tod 1980 religiöse Festlichkeiten ab, pflegte eine Bibliothek buddhistischer Literatur, übersetzte buddhistische Literatur aus dem Tibetischen ins Kalmückische und bot der Bevölkerung Heilung nach traditioneller tibetischer Medizin an.

### Buddhismus in der kalmückischen Diaspora

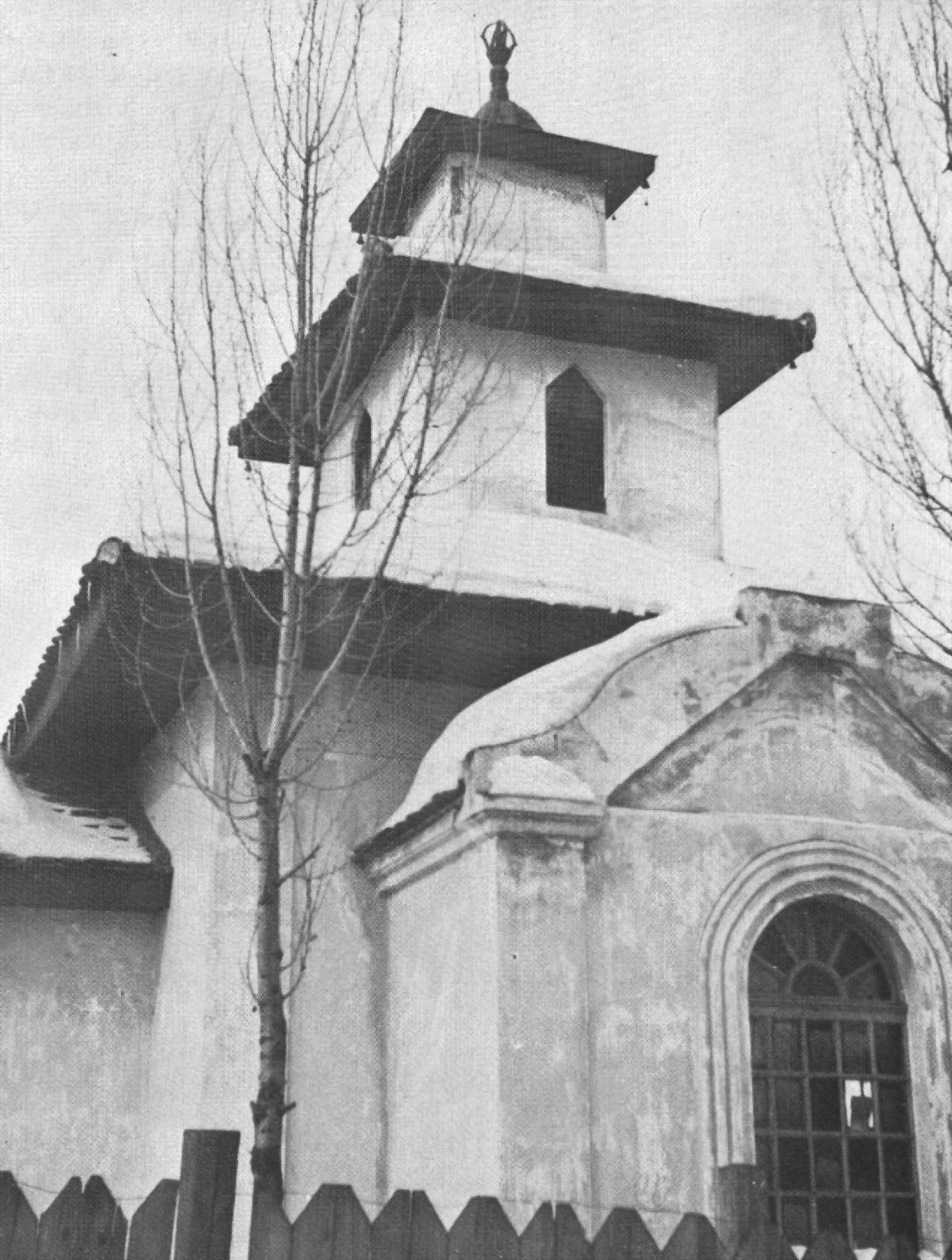
Der kalmückische buddhistische Tempel in Belgrad (1929–1944) wurde von Kalmücken gegründet, die im Zuge des russischen Bürgerkriegs aus Russland flohen. Er gilt als einer der ersten buddhistischen Tempel Europas außerhalb Russlands.

Während die Tradition des Buddhismus in Kalmückien während der Zeit der Sowjetunion nahezu ausgelöscht wurde, wurde die Tradition in der zahlenmäßig sehr kleinen Diaspora der Kalmücken im 20. Jahrhundert aufrechterhalten.
Eine erste Gruppe von Kalmücken verließ Russland im Zuge des russischen Bürgerkriegs, da ein Teil der Kalmücken in der Weißen Armee gekämpft hatte und nach ihrer Niederlage vor den Bolschewisten floh. Sie ließen sich in der Tschechoslowakei sowie in Frankreich und vor allem in Jugoslawien nieder. In Belgrad begründeten sie einen der ersten buddhistischen Tempel in Europa außerhalb Russlands, der von 1929 bis 1944 Bestand hatte und etwa 100 bis 150 Menschen Platz bot.
Eine zweite Gruppe kam mit dem Rückzug der Wehrmacht aus der Sowjetunion 1943 ins westliche Europa. Anfang der 1950er Jahre richteten Kalmücken als Displaced Persons in der Siedlung Ludwigsfeld bei München einen buddhistischen Tempel ein, der noch heute in Gebrauch ist, allerdings kaum noch von Kalmücken genutzt, sondern von allgemeinen Gruppen des tibetischen Buddhismus genutzt wird.
1951 lebten nach einer Zählung noch 847 Kalmücken in Deutschland und Österreich, von denen 560 zwischen November 1951 und April 1952 in die USA (vor allem Philadelphia und Howell, New Jersey) übersiedelten, nachdem sie als Volksgruppe als Europäer eingestuft wurden. Zuvor konnten sie aufgrund des Immigration Act of 1924, der Asiaten grundsätzlich die Einwanderung in die USA untersagte, nicht in die USA auswandern. Durch diese Neueinstufung als Europäer war der Weg frei für ein Resettlement in den USA. Die emigrierten Kalmücken gründeten in Philadelphia einen und in New Jersey drei Tempel, die auch im 21. Jahrhundert noch Bestand haben. Aus der kalmückischen Gemeinde in den USA stammten wichtige Impulse und Personen, die bei der Wiederbelebung der kalmückischen Tradition in Kalmückien eine bedeutende Rolle spielten.

## Wiederbelebung der buddhistischen Tradition seit 1989

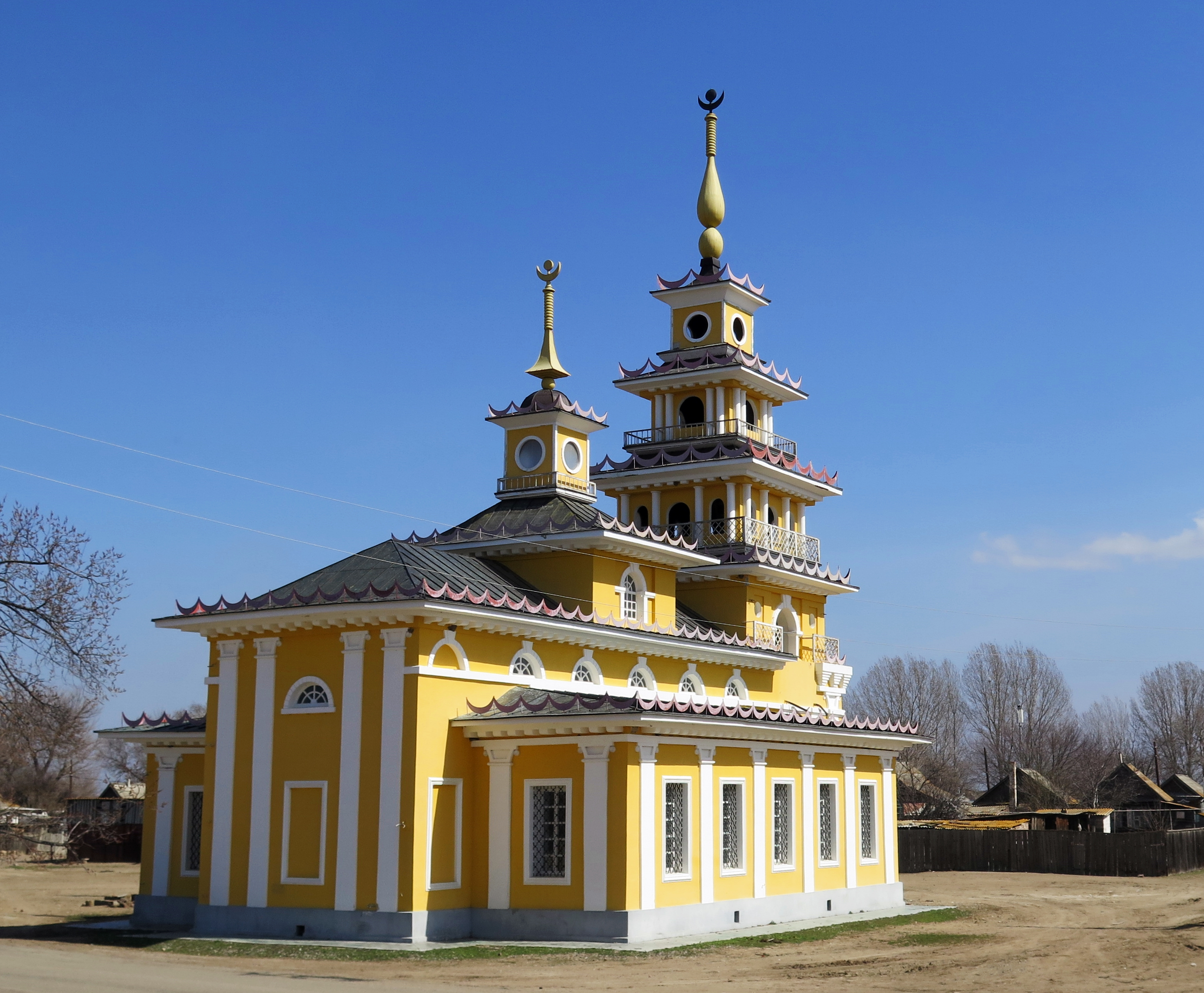
Der renovierte Choscheutowskij Churul in der Oblast Astrachan. Der Tempel ist ein beliebtes Pilgerziel unter kalmückischen Buddhisten. Es ist der einzige kalmückische churul, der die Sowjetunion in Teilen überlebt hat. Nur der Hauptbau wurde wieder instand gesetzt, der Säulengang und die beiden äußeren Türme fehlen bis heute.

Im Zuge der Perestroika kam es zu ersten erfolgreichen Versuchen, den Buddhismus wieder in Kalmückien zu etablieren. 1988 wurde die erste buddhistische Gemeinschaft offiziell registriert. Bereits ein Jahr später wurde ein kleines Haus in Elista zum ersten churul seit den 1940er Jahren umgebaut, der künftig als Elista Churul bekannt war. Die Einweihung des Klosters führte Kushok Bkula Rinpoche, ein bedeutender Lama aus Ladakh, durch. Nach Jahrzehnten der Isolation innerhalb der Sowjetunion war den Kalmücken die Anbindung an die buddhistische Außenwelt, insbesondere an den tibetischen Buddhismus, sehr wichtig. 1989 und 1990 besuchten hohe buddhistische Geistliche der Gelug-Schule aus Ladakh und der Mongolei Kalmückien. 1991, 1992 und 2004 besuchte der 14. Dalai Lama Tenzin Gyatso Kalmückien insgesamt dreimal. Ab 2004 lehnte die russische Regierung hingegen alle Bemühungen um ein Visum für den Dalai Lama ab. Bereits 1991 wurde die Kalmückische Buddhistische Union gegründet, die sich von der zentralen buddhistischen Organisation der UdSSR unabhängig erklärte.
Der größte Einfluss auf den Buddhismus in Kalmückien ist seit den Anfängen seiner Wiederbelebung, wie schon vor seiner Unterdrückung in der Sowjetunion, der tibetische Buddhismus in Form der Gelug-Schule. Nachdem religiöse Pilgerfahrten während der Sowjetunion zum größten Teil unmöglich gemacht worden waren, nahmen die Kalmücken ab Ende der Sowjetunion die alte Tradition der Pilgerfahrten wieder auf. Während kalmückische Pilger vor den Zeiten der Sowjetunion vor allem nach Tibet gereist waren, pilgerten kalmückische Buddhisten nach 1989 v. a. nach Dharamsala in Indien, um dort den Dalai Lama im Exil zu besuchen, worin sich erneut die starke Verbindung der Kalmücken vor allem zum Dalai Lama als Würdenträger der Gelug-Schule ausdrückt. Kalmücken pilgerten aber auch in die benachbarte Oblast Astrachan, da die Region vormals kalmückisch geprägt war und dort einige für kalmückische Buddhisten bedeutsame Stätten die Sowjetunion überdauert haben.
Ein weiterer Einfluss auf den neu erwachsenden Buddhismus waren die Schriften des kalmückischen Lama Geshe Wangyal (1901–1983), der in den 1920er und 1930er Jahren in Tibet studiert hatte und aufgrund der Verfolgung des Buddhismus nicht in die Sowjetunion zurückkehrte, sondern in China blieb, bis er 1955 in die USA emigrierte, wo er einen Tempel gründete. Seine im Original auf Englisch erschienenen Werke zum Buddhismus wurden ins Russische übersetzt und hatten großen Einfluss auf die Wiederbelebung des Buddhismus in Kalmückien.
Eine Mehrzahl der ethnischen Kalmücken, darunter auch die meisten nicht-religiösen, bezeichnen sich heute als buddhistisch. Zu Beginn des 21. Jahrhunderts war der Buddhismus seit Ende der Sowjetunion ein zentraler Identitätsmarker der Kalmücken geworden. Ausgebildete Mönche bemängelten, dass zwar viele Menschen an den Buddhismus glaubten und sich Hilfe bei Mönchen holten, es aber kein Wissen über die buddhistische Lehre oder die zentralen Texte des tibetischen Buddhismus (Kanjur und Tanjur) gibt.

### Monastischer Buddhismus der Gelug-Schule
Das größte Problem bei der Wiedereinführung des Buddhismus in Kalmückien stellte die Tatsache dar, dass es aufgrund der jahrzehntelangen Unterdrückung der Religion kaum noch geeignete Geistliche gab, um die Wiederbelebung anzuführen. Zum Ende der sowjetischen Zeit lebten in Kalmückien noch drei alte Mönche mit vollständiger Kloster-Ausbildung. Daher wurden Mönche von außerhalb Kalmückiens eingeladen, um den Wiederbelebungsprozess zu begleiten, diese waren vor allem burjatische Mönche vom Kloster Iwolginski Datsan. Der burjatische Mönch Tuvan Dorj wurde zum ersten obersten Lama (Shajin Lama) der Kalmücken nach der Sowjetunion. Dazu kamen auch Mönche aus Tuwa. Dabei kam es zu Unstimmigkeiten zwischen den zugereisten Mönchen und der kalmückischen Bevölkerung. Viele der burjatischen und tuwinischen Mönche waren verheiratet, was eine Neuentwicklung aus der Zeit der Sowjetunion war. Für viele ältere Kalmücken, die sich noch an die Tradition der kalmückischen Mönche aus der Zeit vor der vollständigen Unterdrückung der Religion in der Sowjetunion erinnerten, waren verheiratete Mönche schwer zu akzeptieren, da die Mönche traditionell zölibatär lebten.

#### Das Amt des Shajin Lama
Viele Kalmücken zeigten sich unzufrieden mit der Tatsache, dass die Wiederbelebung des Buddhismus in Kalmückien durch Burjaten angeführt wurde. 1992 gingen 17 Novizen des Elista Churul in einen Hungerstreik und forderten die Einsetzung eines neuen geistigen Führers. Nach mehr als einer Woche des Streiks traf sich die kalmückische buddhistische Union zu einem Notfallkonferenz, um die Situation zu schlichten. Der letzte noch lebende vollständig ordinierte kalmückische Mönch, Sandji Ulanov (1903–1996), sollte nach Entscheidung der Konferenz das Amt übernehmen. Ulanov lehnte das Amt allerdings aufgrund seines hohen Alters ab. Schließlich beschlossen die Teilnehmer der Konferenz, dass der 1972 in einer kalmückischen Familie in Philadelphia geborene und in einem tibetischen Kloster in Indien ausgebildete (aber nicht voll ordinierte) Mönch Telo Tulku Rinpoche (bürgerlich Erdne Ombadykov) der neue Shajin Lama werden sollte. 1993 verließ Telo Tulku Rinpoche Kalmückien und kehrte in die USA zurück. In seiner Abwesenheit wurde er von einem tibetischen Mönch vertreten. 1995 heiratete er und widerrief seine Gelübde als Mönch. Dennoch blieb er Shajin Lama und damit auch Oberhaupt der Kalmückischen Buddhistischen Union. 1995 nahm er seine Arbeit in Kalmückien wieder auf.
Im Herbst 2022 ging Telo Tuku Rinpoche in die Mongolei und unterstützte dort Kalmücken, die seit dem Beginn der vollumfänglichen russischen Invasion in die Ukraine dorthin geflohen waren. Im September 2022 sprach sich Telo Tulu Rinpoche gegen den russischen Krieg in der Ukraine aus. Im Januar 2023 bezeichnete ihn das russische Justizministerium als „feindlichen Agenten“, woraufhin er von seinem Amt als Shajin Lama zurücktrat. Im Februar 2023 wurde Tenzin Choedak, der Abt des Klosters Saküsn Süm zum neuen Shajin Lama ernannt.

#### Versuche zum Aufbau einer Kloster-Kultur

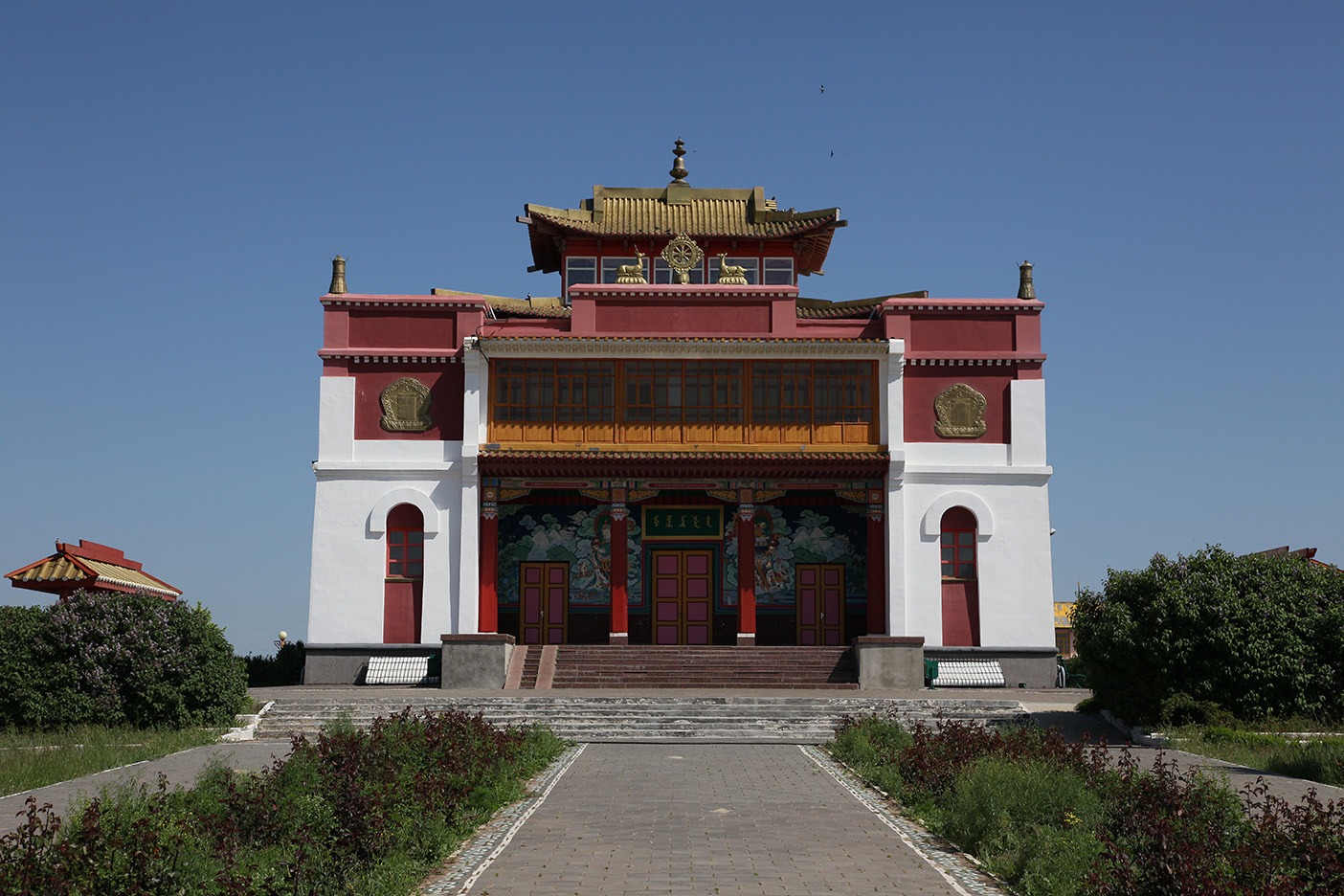
Säküsn Süm (Tempel der Beschützer), der zentrale Tempel des Klosterkomplexes Geden Sheddup Choi Korling am Rande der Hauptstadt Elista

Der heute bedeutendste buddhistische Klosterkomplex Kalmückiens, Geden Sheddup Choi Korling (tibetisch: dGa’ ldan shes sgrub chos ’khor gling), steht in der Steppe am Rande der Hauptstadt Elista. Seinen Namen erhielt er vom Dalai Lama, bei seinem Besuch im Kalmückien 1991 oder 1992. Der zentrale Tempel des Klosterkomplexes, Saküsn Süm (Tempel der Beschützer), wurde vor 50.000 Teilnehmern im Oktober 1996 eröffnet. Der Begriff Süm entspricht dem traditionellen Begriff für einen festen Tempel, der in Kalmückien im 19. Jahrhundert üblich war. Finanziert wurde der Bau unter anderem von der kalmückischen Republik und privaten Geldern des damaligen Präsidenten der Republik, Kirsan Iljumschinow. Er war der größte churul in Kalmückien und galt als einer der größten buddhistischen Tempel in Europa. Das Kloster ist in Kontakt mit den exilierten Klöstern des tibetischen Buddhismus der Gelug-Schule, eine starke Verbindung besteht vor allem zum Kloster Drepung Gomang, in siner im indischen Staat Karnataka neugegründeten Form. Die angehenden Mönche des kalmückischen Klosters werden dort ausgebildet. 2006 wurde dort auf Hinwirken des Shajin Lama Telo Tulku Rinpoche eine eigene Wohnhalle für kalmückische Novizen eingeführt. 2012 wohnten und studierten dort 15 kalmückische Novizen. Die Mönche des Klosters Geden Sheddup Choi Korling folgen den traditionellen Ordensregeln (Vinaya), laut denen sie keinen größeren Besitztum wie Autos oder eine Wohnung haben dürfen und zölibatär leben müssen.

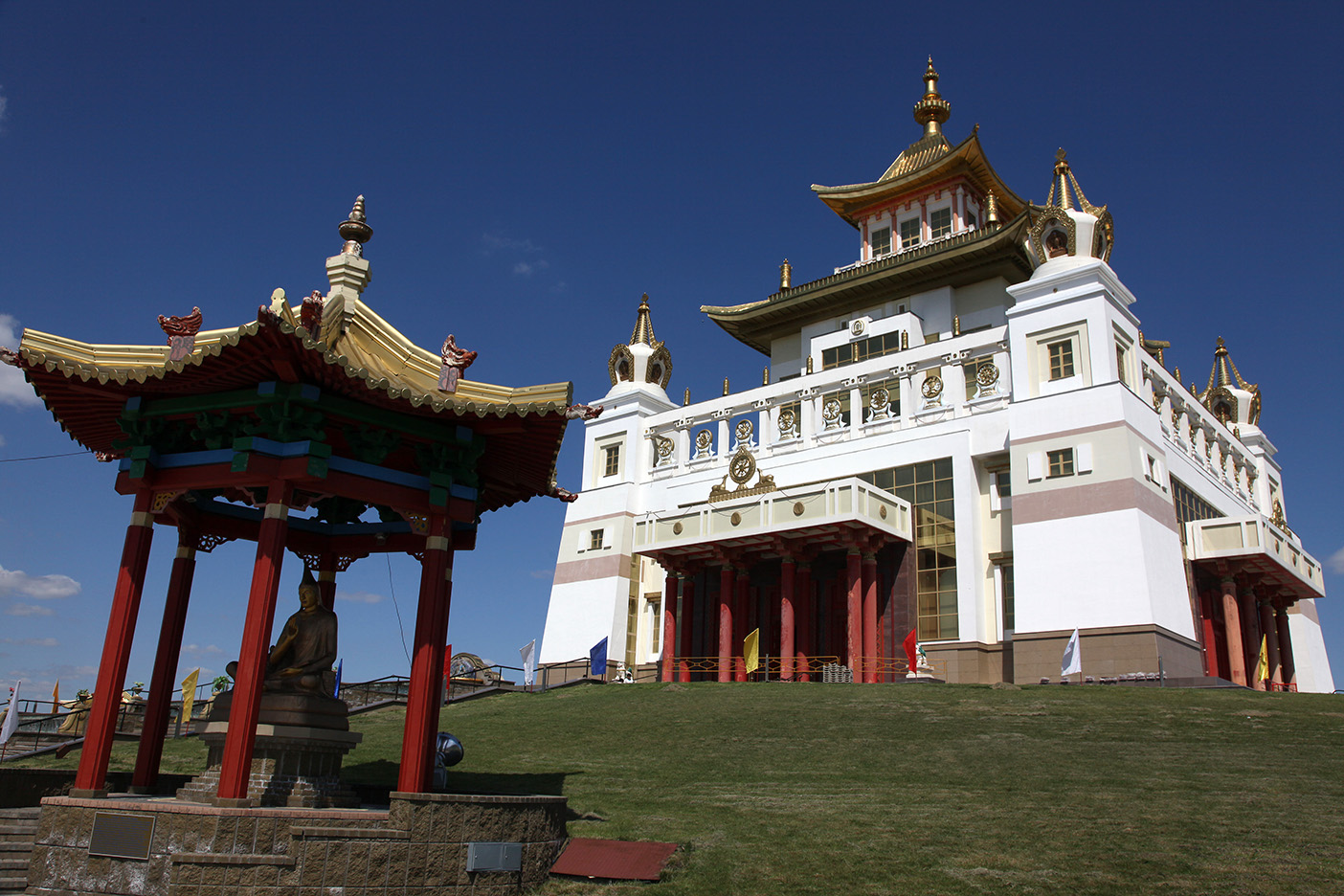
Der 2005 erbaute Goldene Tempel im Zentrum Elistas mit 46 Meter Höhe ist ein Bildungszentrum für buddhistische Laien. Aufgrund seiner Bedeutung und Lage im Zentrum der Stadt wird er auch als zentraler churul (russisch: zentralnij churul) bezeichnet.

Viele Kalmücken beschwerten sich über den langen Weg vom Zentrum der Stadt zum Tempel Saküsn Süm. Um diesem Problem zu begegnen und der Bevölkerung den Zugang zu einem buddhistischen Zentrum zu erleichtern, wurde ein neuer Tempel im Zentrum der Stadt geplant. 2005 wurde der neue Tempel, Burkhn Bagshin Altn Süm (= Der Goldene Tempel des Buddha Shakyamuni) eröffnet. Im Gegensatz zum Saküsn Süm wohnen dort keine Mönche, viele Mönche des Klosters verbringen jedoch einen Großteil ihrer Zeit dort, um der Bevölkerung den Buddhismus zu lehren. Der Tempel hat sich zu einem buddhistischen Bildungszentrum entwickelt, wo Vorträge zu buddhistischer Philosophie sowie Meditations- und Yoga-Kurse stattfinden. Ebenso befindet sich in dem Gebäude ein Museum über die Geschichte des Buddhismus in Kalmückien und eine Bibliothek.
Bis heute ist die Zahl der Kalmücken, die sich zu Mönchen ausbilden lassen, in ein Kloster gehen und im Anschluss als Mönche zölibatär leben, gering. Obwohl mehr als 60 Kalmücken seit 1992 in ausländische Klöster gegangen sind, um sich ausbilden zu lassen, halten sich nur sehr wenige an die Gelübde und zählen damit nicht als Mönche. 2013 gab es nur sechs Kalmücken, die die 253 Gelübde abgelegt hatten und damit vollordinierte Mönche (kalmückisch: gelüng) waren. Die Mehrzahl der Mönche im Kloster Geden Sheddup Choi Korling sind daher Exil-Tibeter, von denen viele weder Kalmückisch noch Russisch sprechen. Als Gründe für die geringe Zahl an Mönchen unter den Kalmücken werden unter anderem der Zölibat, aber auch die fehlende Tradition durch den Bruch der Religion im 20. Jahrhundert herangezogen. Traditionell hatten viele Familien den jüngsten Sohn in ein Kloster geschickt, um Mönch zu werden. Gab es nur einen Sohn in der Familie, wurde dieser nicht ins Kloster geschickt, um die Familienlinie weiterführen zu können. Da die Zahl der Kinder heute im Durchschnitt weit niedriger ist als im 19. Jahrhundert, würde somit die Weiterführung der Familie in die nächste Generation unterbrochen.

### Verbreitung anderer Schulen des tibetischen Buddhismus und Entwicklungen im Laienbuddhismus

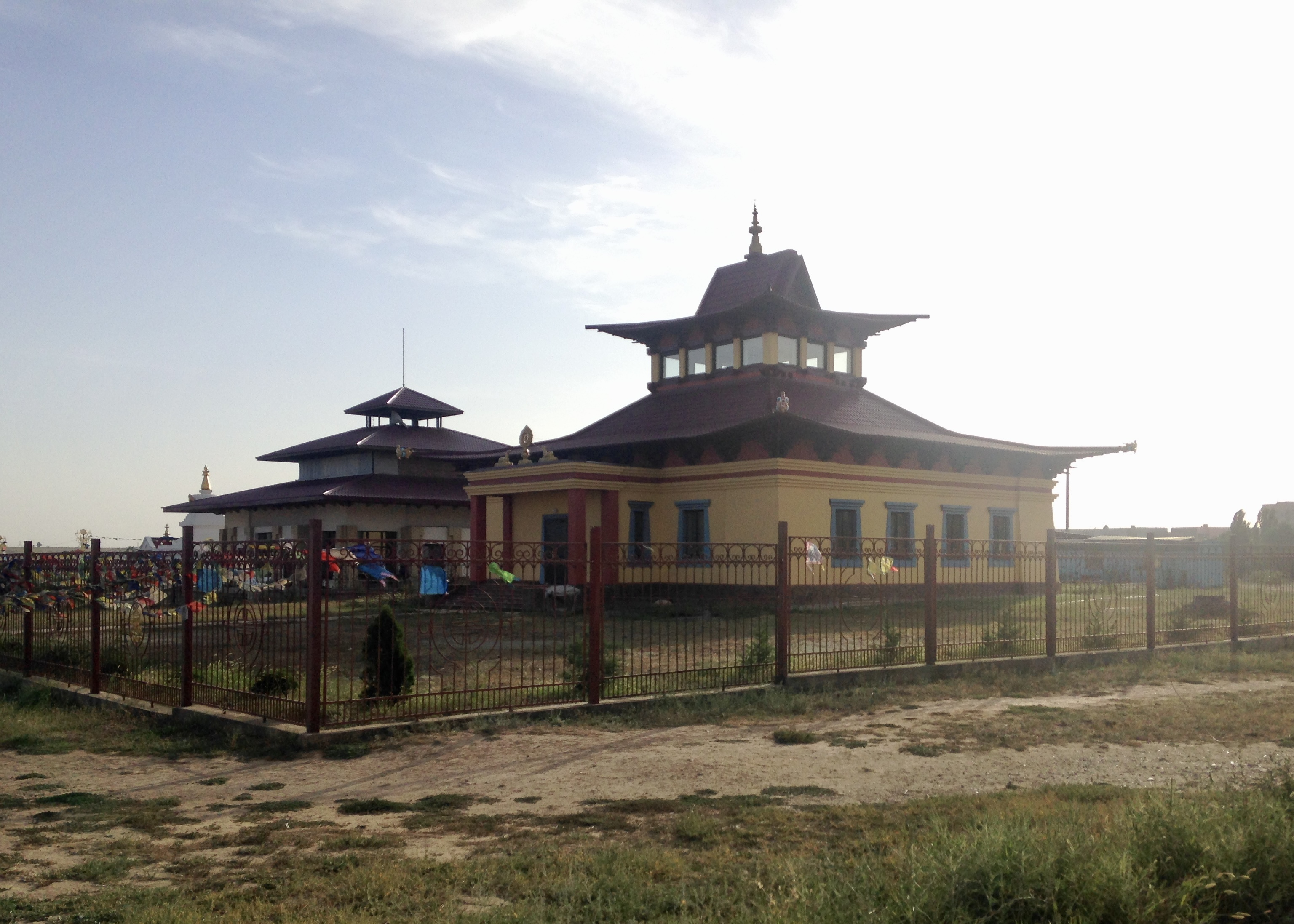
Das laienbuddhistische Dharma-Zentrum in Elista spielte eine zentrale Rolle in der Wiederverbreitung des Buddhismus nach dem Ende der Sowjetunion.

Seit Ende der Sowjetunion ist in Kalmückien eine Bewegung weg von der alleinigen Konzentration des Buddhismus auf die Gelug-Schule zu beobachten. 1993 gründete der dänische Lama Ole Nydahl ein buddhistisches Zentrum in Elista. Das Zentrum folgt wie sein Gründer der Karma-Kagyü-Schule des tibetischen Buddhismus. Außerdem wurden Zentren der Nyingmapa-Schule gegründet. 1991 wurde in Elista ein Dharma-Zentrum eröffnet, mit dem Ziel, nicht-monastischen Laienbuddhismus unter der Bevölkerung zu verbreiten. Es wurden Kurse für Tibetisch und buddhistische Logik eingeführt. Das Zentrum lud Lehrer verschiedener Schulen des tibetischen Buddhismus ein. Bis zum Ende der 1990er Jahre waren bereits mehrere buddhistische Laien-Gemeinschaften auf Basis des Dharma-Zentrums gegründet worden.
Trotz der intensiven Bemühungen, die monastische Tradition in Kalmückien wiederaufzubauen, blieb die Mehrzahl der churul nicht-monastisch geführt. 2017 wurden etwa 25 der 30 neu begründeten buddhistischen Gemeinden von buddhistischen Laien geleitet. Das heißt, das sie entweder nicht in einem Kloster ausgebildet wurden oder ihre zölibatären Gelübde widerrufen hatten. Viele der Laien hatten keine vollständige Ausbildung als Mönch, sondern hatten nur die Novizen-Gelübde angenommen. Die meisten von Laien geführten Tempel finden sich in kleineren Ortschaften in Kalmückien. Viele buddhistische Laien, auch diejenigen, die in einem tibetischen Kloster ausgebildet wurden, sehen sich nicht ausschließlich als einer der vier Schulen des tibetischen Buddhismus (Nyingma, Sakya, Kagyü, Gelug) zugehörig. Einige kombinieren Lehrmeinungen verschiedener Schulen. Eine weitere Entwicklung ist, dass religiöse Texte vermehrt aus dem Tibetischen in die kalmückische Sprache übersetzt werden. Das Kalmückische entwickelt sich zu einer zweiten rituellen Sprache neben dem Tibetischen.
Neben den bekanntesten churul in Elista bestehen auch lebendige churul in der zweitgrößten Stadt Kalmückiens, Lagan, am Kaspischen Meer, sowie in Zagan Aman. In Zagan Aman wurde der neue churul in den 1990er Jahren neben das alte Haus von Tügmed Gavdji gebaut, der nach der Rückkehr der Kalmücken in ihre Heimstätte 1956–57 im Geheimen die Religion weitergeführt hatte.

### Kalmückisierung des Buddhismus und Volksbuddhismus

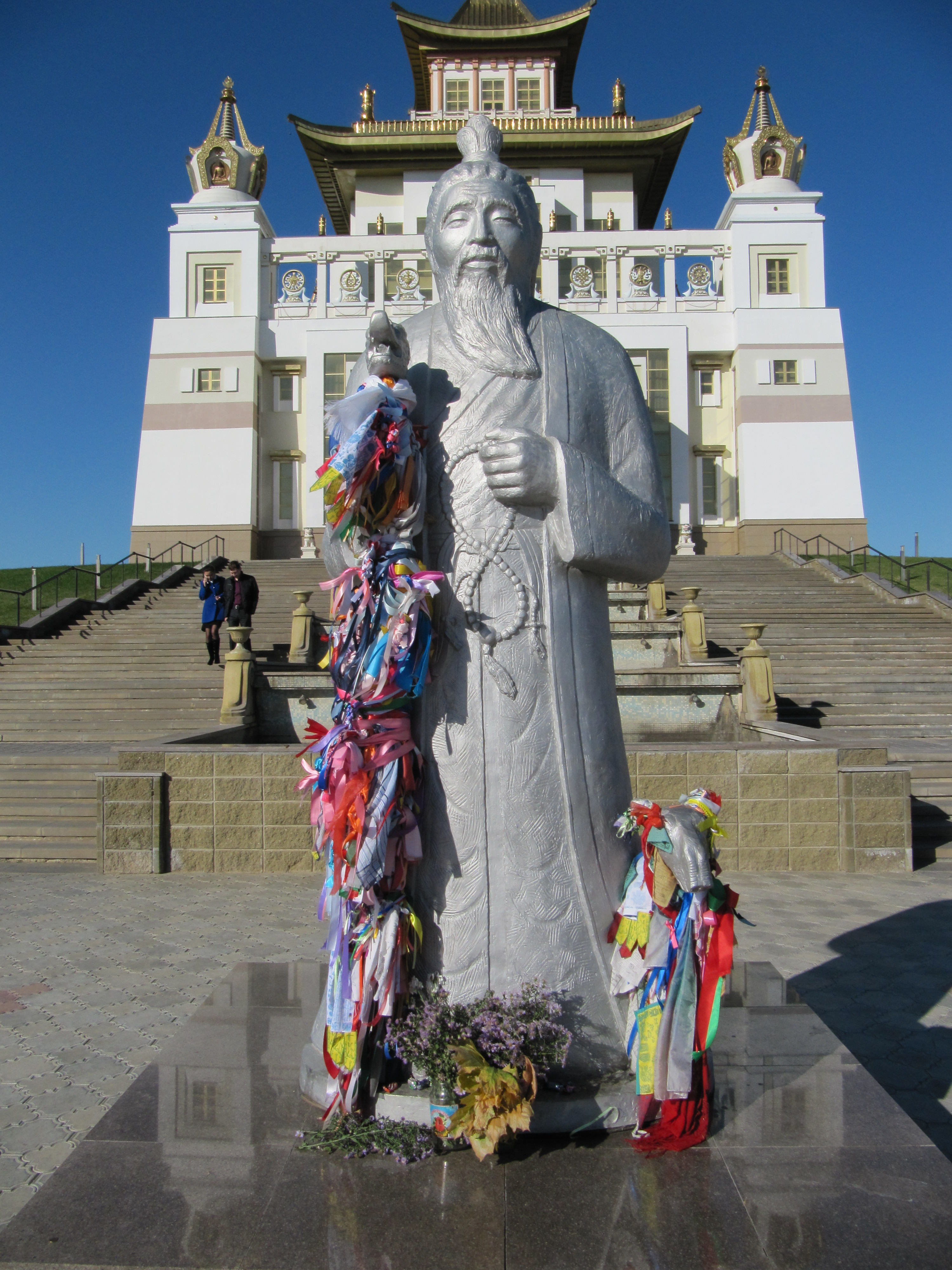
Statue des Zagan Aava vor dem Goldenen Tempel in Elista, dem zentralen und bekanntesten buddhistischen Tempel in Kalmückien

Einige buddhistische Laien verschiedener churul lehnen die traditionell sehr starke Rolle der Gelug-Schule des tibetischen Buddhismus ab. Durch verschiedene buddhistische Aktivisten wurden spezifisch kalmückische Elemente in die religiöse Praxis eingeführt. So wurden in den 2010er Jahren zwei lokale Gottheiten in das buddhistische Pantheon eingeführt. Hierfür wurde das Konzept verborgener Schätze (Terma) angewendet, die durch den tibetischen Mönch Namkha Drime der Nyingma-Schule wiederentdeckt wurden. Das Konzept der verborgenen Schätze sowie der anerkannten Reinkarnationen früherer Lehrmeister, die nach der Lehrmeinung als einzige Terma entdecken können, war vor der Sowjetunion in Kalmückien nicht in Gebrauch.
Einer der neuen Gottheiten ist Jungar Dralha (vgl. Dsungarei, das historische Stammland der Kalmücken), eine berittene Kriegsgottheit. Er wird dem Gefolge des tibetischen epischen Helden Gesar zugerechnet und schließt an eine Tradition berittener Kriegsgottheiten unter Kalmücken, Mongolen und Tibetern an. Gleichzeitig wird Jungar Dralha mit dem titelgebenden Held des kalmückischen Nationalepos, Dschangar, in Verbindung gebracht. Eine weitere neue und wichtige Gottheit ist der alte Weiße (Kalmückisch: Zagan Aava, vgl. Sagaan Ubgen). Der alte Weiße, dessen Ursprung auf vor-buddhistische Praktiken unter den Oiraten zurückgeführt wird, wird als eine Gottheit zum alleinigen Schutz der Kalmücken und insbesondere der Region der kalmückischen Steppe interpretiert, wenngleich die Gottheit auch unter anderen Mongolen, v. a. unter den verwandten Oiraten verehrt wird. Für beide neuen Gottheiten wurden Gebete eingeführt, die von Namkha Drime stammen. Unter einigen kalmückischen Volksheilern wird Zagan Aava als oberste Gottheit angesehen.
Ein weiteres Phänomen zeitgenössischer kalmückischer Kultur sind selbsternannte Heilerinnen und Heiler, die sich auf buddhistische Gottheiten beziehen und behaupten unter dem Schutz bestimmter Gottheiten zu stehen. Das Phänomen wird in Kalmückien unter dem russischen Begriff narodnij buddizm (= Volksbuddhismus) gefasst.
Traditionell geschulte Mönche in Kalmückien lehnen die Bezeichnung der Praktiken als Volksbuddhismus/narodnij buddizm ab, weil sie diese nicht als buddhistisch ansehen. Von manchen wird das Phänomen abwertend als babuschka buddizm (= großmütterlicher Buddhismus) bezeichnet, da die Praxis des Heilens im Namen buddhistischer Gottheiten v. a. mit älteren Frauen in Verbindung gebracht wird, wenngleich etwa ein Drittel der Volksheiler Männer sind. Ebenso sehen ausgebildete Mönche die kalmückische (und allgemein mongolische) Praxis der Tieropfer, die vor allem an Hochzeiten und religiösen Festtagen stattfinden, als un-buddhistisch ab. Auch der in Kalmückien hoch verehrte alte Weiße steht unter Kritik der traditionell geschulten Geistlichkeit. In Kalmückien tätige tibetische Mönche sehen in Zagan Aava einen lokalen unerleuchteten Geist, keine Gottheit. Er habe zwar oberflächliche Ähnlichkeit mit der tibetischen Gottheit Mi Tsering, dies liege aber nur daran, dass sie beide alte Männer seien.